# Parório (Flórina)
Parório, en grec moderne : Παρόρειο, ou Paróri (Παρόρι), auparavant appelé Bítousa (Μπίτουσα), est un village du dème de Flórina, district régional de Flórina, en Macédoine-Occidentale, Grèce. 
Selon le recensement de 2011, la population du village compte 23 habitants.